# Tristria conica
Tristria conica är en insektsart som beskrevs av Boris Petrovich Uvarov 1953. Tristria conica ingår i släktet Tristria och familjen gräshoppor. Inga underarter finns listade i Catalogue of Life.